# Die Spur (Film)
Die Spur (Originaltitel Pokot; internationaler Titel Spoor, wörtlich: Die Jagdstrecke) ist ein Ökothriller von Agnieszka Holland, der am 12. Februar 2017 im Wettbewerb der Berlinale seine Premiere feierte. Die Verfilmung des Romans Der Gesang der Fledermäuse von Olga Tokarczuk gewann dort den Alfred-Bauer-Preis (Silberner Bär) als ein Spielfilm, der neue Perspektiven der Filmkunst eröffnet. Pokot wurde von Polen für die Oscarverleihung 2018 in der Kategorie Bester fremdsprachiger Film  nominiert. Am 4. Januar 2018 kam der Film in die deutschen Kinos.

## Handlung
In einem abgeschiedenen Bergdorf an der polnisch-tschechischen Grenze lebt die eigenbrötlerische Englischlehrerin Janina Duszejko mit ihren beiden Hunden Lea und Bialka, bis diese eines Tages verschwinden. Das Leben im Dorf indes wird von Männern bestimmt, darunter Bürgermeister Wolsky, Pfarrer Szelest sowie Fuchszüchter und Bordellbetreiber Wnętrzak, allesamt passionierte Jäger. Als ein dorfbekannter Wilderer tot aufgefunden wird, findet Duszejko in seiner Hütte das Foto der Männer des Dorfes mit einer großen Jagdstrecke. Erst am Ende des Films erfährt man, dass sich auch Duszejkos Hunde darunter befinden.
In der Folge geschehen grausame Morde an mehreren Männern des Dorfes. In der Nähe ihrer Leichen findet man Spuren von wilden Tieren. Während die Polizei und der Staatsanwalt Świerszczyński die Dorfbewohner befragen und die Jahreszeiten ins Land gehen, freundet sich Duszejko mit der Verkäuferin Dobra Nowina und dem Informatiker Dyzio an. Dobra Nowina ist von Wnętrzak finanziell abhängig, um das Sorgerecht für ihren kleinen Bruder zu erhalten und der Epileptiker Dyzio arbeitet im Stadthaus und übersetzt zusammen mit Duszejko Gedichte von William Blake ins Polnische. Auch mit Duszejkos Nachbarn Matoga entwickelt sich eine Freundschaft und auf einer Wanderung lernt sie den tschechischen Insektenforscher Boros Sznajder kennen. Mit ihm verbindet sie die Liebe zur Natur und die Wut über deren Zerstörung durch den Menschen.
Als Dobra Nowina verhaftet wird, weil sie den verschwundenen Wnętrzak als Letzte lebend gesehen hat, berichtet Duszejko dem Staatsanwalt inbrünstig von ihrer Überzeugung, die Tiere hätten die Jäger getötet, so wie Tiere sich in der Menschheitsgeschichte schon häufig für das ihnen zugefügte Leid an den Menschen gerächt hätten. Auch setzt sie den Polizisten auseinander, dass der Tod der Männer durch deren astrologisches Sternzeichen vorherbestimmt gewesen sei.
Gegen Ende des Sommers muss Boros wieder zurück an die Universität in Olmütz und Matoga und Duszejko gehen auf den Kostümball des örtlichen Pilzsammlervereins. Als Wolsky am nächsten Tag tot aufgefunden wird, nimmt die Polizei Duszejko ins Visier, deren Ärger über die zum Teil gesetzeswidrigen Jagden der Männer weithin bekannt ist.
Am St. Hubertus-Tag versammelt sich die Dorfgemeinde in der Kirche, wo der Pfarrer den Heiligen als ersten Ökologen und die Jäger als Schützer und Pfleger der Waldtiere feiert. Duszejko springt fassungslos auf und stört den Gottesdienst, so dass sie aus der Kirche geworfen wird. Auf dem Vorplatz schaut sie einer Elster zu, die eine Glasscherbe aufnimmt und damit wegfliegt – Duszejko scheint sie aufzufordern, die Kirche damit in Brand zu stecken. Rückblenden setzen ein und zeigen, wie Duszejko den korrupten Dorfpolizisten und Wnętrzak jeweils mit einem in eine Plastiktüte gewickelten Stein erschlägt. Aufgeregt fährt Duszejko nach Hause und versucht zu fliehen, doch ihr Wagen springt nicht an. Gleichzeitig erkennen Dobra Nowina und Dyzio anhand der Fotos von den Tatorten, auf die Dyzio Zugriff hat, dass Duszejko die beiden Männer und auch Wolsky getötet haben muss. Auf dem Weg zu Duszejko sehen sie im Tal die Kirche brennen und erfahren, dass der Pfarrer tot ist.
Dobra Nowina, Dyzio, Matego und Duszejko fliehen vor der Polizei. Die letzte Einstellung zeigt die vier mit Boros und Dobre Nowinas Bruder glücklich beisammen in einem abgelegenen Haus inmitten sonnenbeschienener Natur und Tiere.

## Produktion

### Literarische Vorlage und Stab

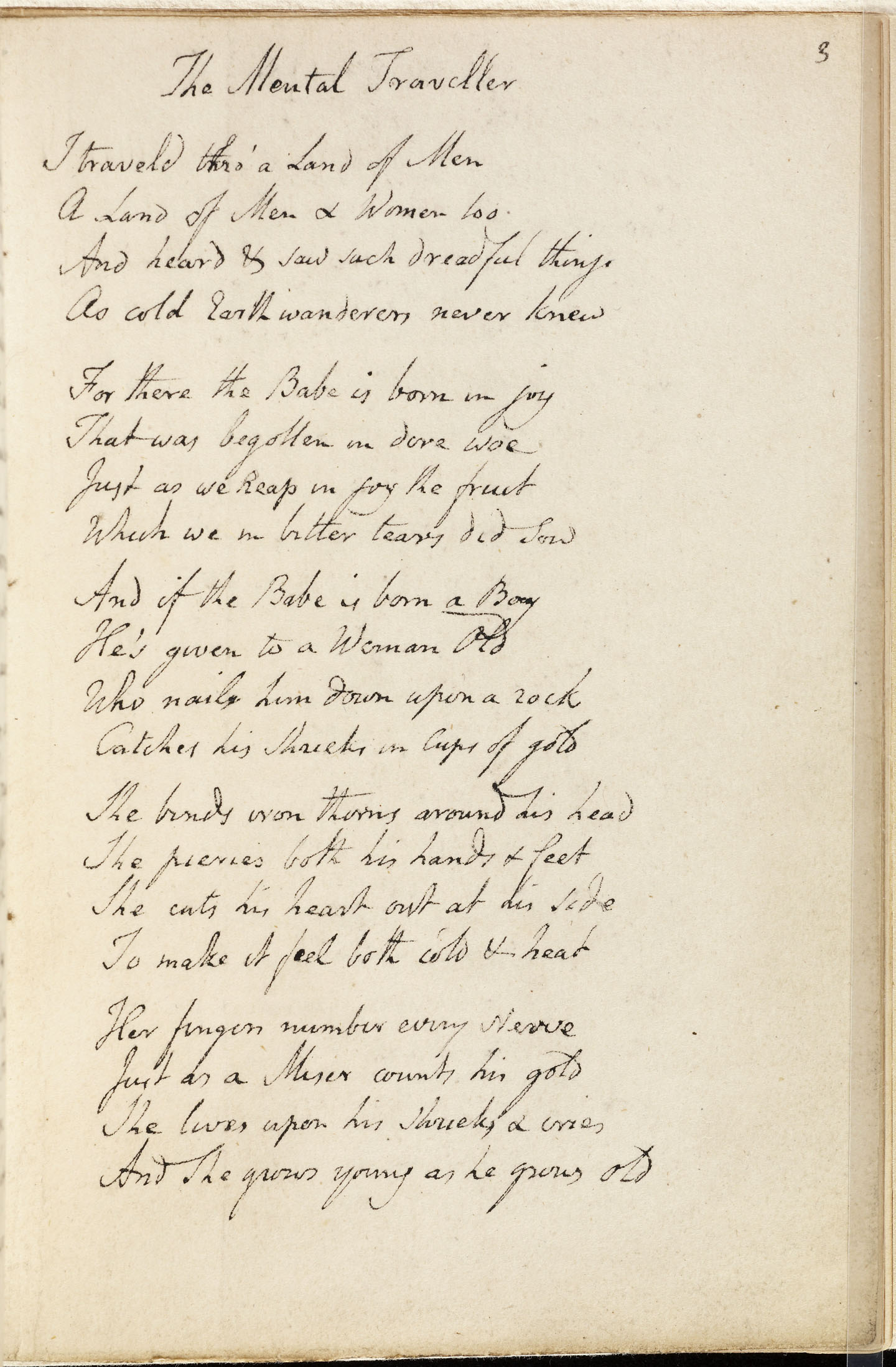
William Blakes The Mental Traveller

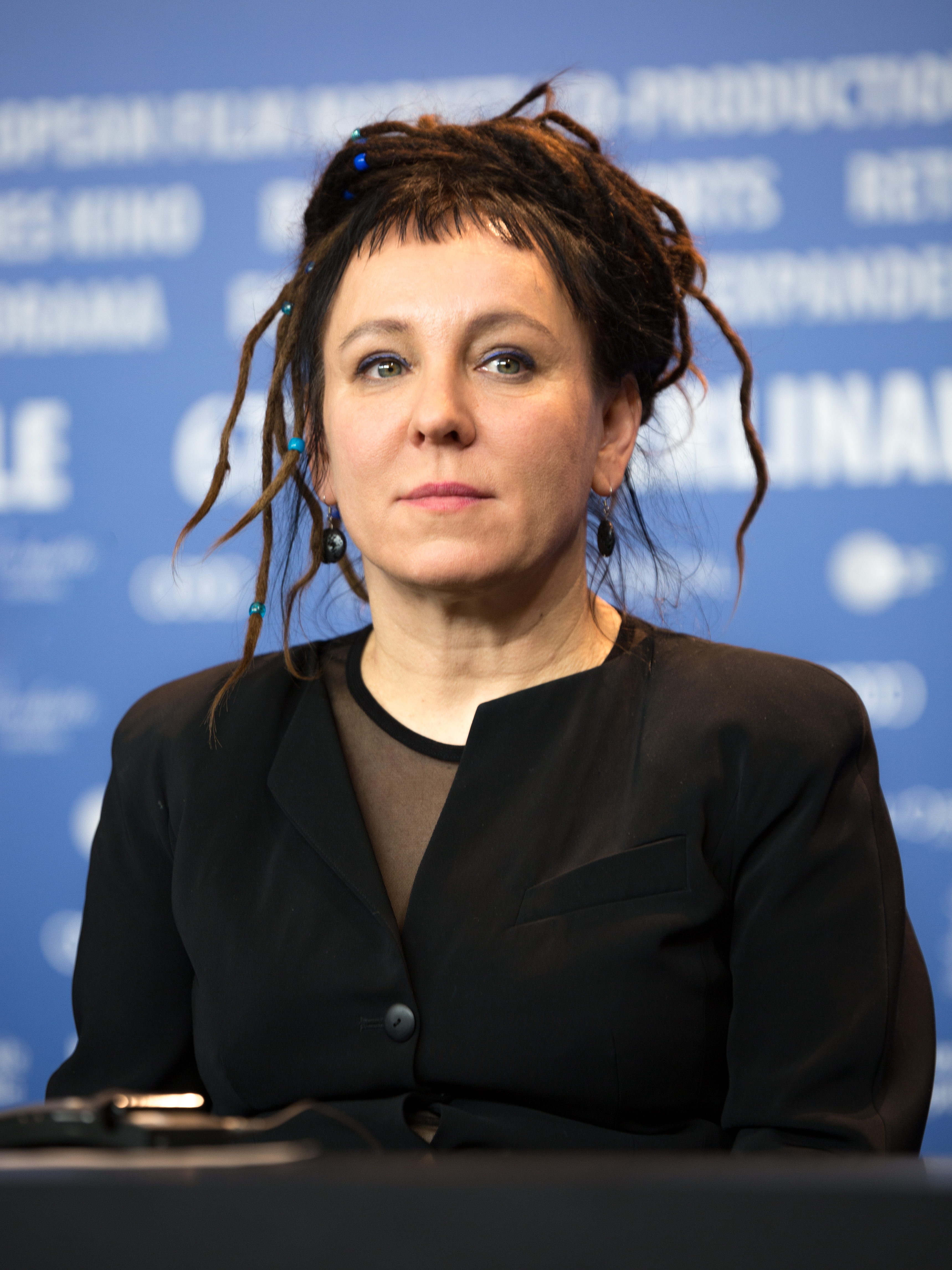
Autorin der Romanvorlage und Drehbuchautorin Olga Tokarczuk bei der Premiere des Films im Rahmen der Filmfestspiele Berlin 2017

Es handelt sich bei dem Film um eine europäische Kooperation. Die Oscar-nominierte Agnieszka Holland führte bei der Verfilmung des Romans Der Gesang der Fledermäuse der Literaturnobelpreisträgerin Olga Tokarczuk Regie. Gemeinsam mit Tokarczuk adaptierte Holland den Roman für den Film.
In einem dpa-Interview anlässlich der Premiere ihres Films im Wettbewerb der Berlinale 2017 sagte Holland: „In Polen – aber nicht nur – werden Frauen in einem gewissen Alter unsichtbar, nichtexistent und als geradezu störend empfunden. Wenn eine Frau ihre sexuelle Attraktivität verliert, wird sie zu einem Niemand. Die Menschen schauen sie an, aber sehen sie nicht. Wenn sie aber etwas tut, um bemerkt zu werden, ruft sie Aggressionen hervor.“ Auf der Berlinale-Pressekonferenz sagte Holland: „Die Verfilmung dieses Romans von Olga Tokarczuk war eine stilistische Herausforderung, vielleicht auch eine handwerkliche, denn alle meine bisherigen Filme waren jeweils einem bestimmten Genre zuzuordnen. Hier war das von Anfang an schwierig. Das machte es auch schwer den Film zu finanzieren, denn was sollte man den Leuten sagen? War das nun ein Psychodrama, eine Komödie, vielleicht eine schwarze Komödie, ein Thriller, ein Märchen, all diese Genres waren hier vermischt. [...] Ich war mir nicht sicher, ob ich das hinkriege, ob mein Talent, mein Handwerk ausreichen würde. Ich habe also versucht etwas für mich Neues zu machen.“ Im Rahmen von Antragsstellungen bei verschiedenen Förderungsfonds und Fernsehsendern hatte Holland den Film als einen anarchistischen feministischen Ökothriller mit Elementen einer schwarzen Komödie beschrieben. Im Programm der Berlinale wird das Ergebnis als waghalsiger Genremix aus komischer Detektivstory, spannendem Ökothriller und feministischem Märchen beschrieben. Die dpa erklärt, Holland mixe die auf dem Roman beruhende Krimi-Story raffiniert mit Themen wie Emanzipation, Umwelt- und Tierschutz, doch gleichzeitig sei Die Spur spannende Unterhaltung mit Biss und einem überraschenden Ende: „Hollands Regiearbeit lässt sich dabei nicht in eine einzige Genre-Schublade stecken. [...] Und dieser Mix ist handwerklich so gut gemacht und dramaturgisch so fein gesponnen, dass aus dem Ganzen am Ende ein Film wie aus einem Guss geworden ist.“
Das Gedicht The Mental Traveler von William Blake nimmt eine symbolische Rolle in der Handlung ein. Bereits Olga Tokarczuk nutzte den englischen Mystiker in ihrer Romanvorlage, um scharfe Zivilisationskritik zu üben. In dem Gedicht kommen auch die von Janina Duszejko bewunderten Sterne vor. Darin heißt es: „The stars sun moon all shrink away / A desart vast without a bound / And nothing left to eat or drink / And a dark desart all around.“

### Besetzung und Veröffentlichung
Agnieszka Mandat übernahm die Rolle der Einsiedlerin und Englischlehrerin Janina Duszejko. Jakub Gierszał spielt ihren ehemaligen Schüler Dyzio, Wiktor Zborowski ihren Nachbarn Matoga, Miroslav Krobot den tschechischen Insektenkundler Boros, und Patrycja Volny die junge Dobra Nowina.
Der Film feierte am 12. Februar 2017 im Rahmen der Filmfestspiele Berlin seine Premiere, wo er im Wettbewerb um den Goldenen Bären gezeigt wurde. Am 4. Januar 2018 kam der Film in die deutschen Kinos. In den USA wurde der Film am 22. Januar 2021 als Video-on-Demand veröffentlicht.

## Rezeption

### Altersfreigabe

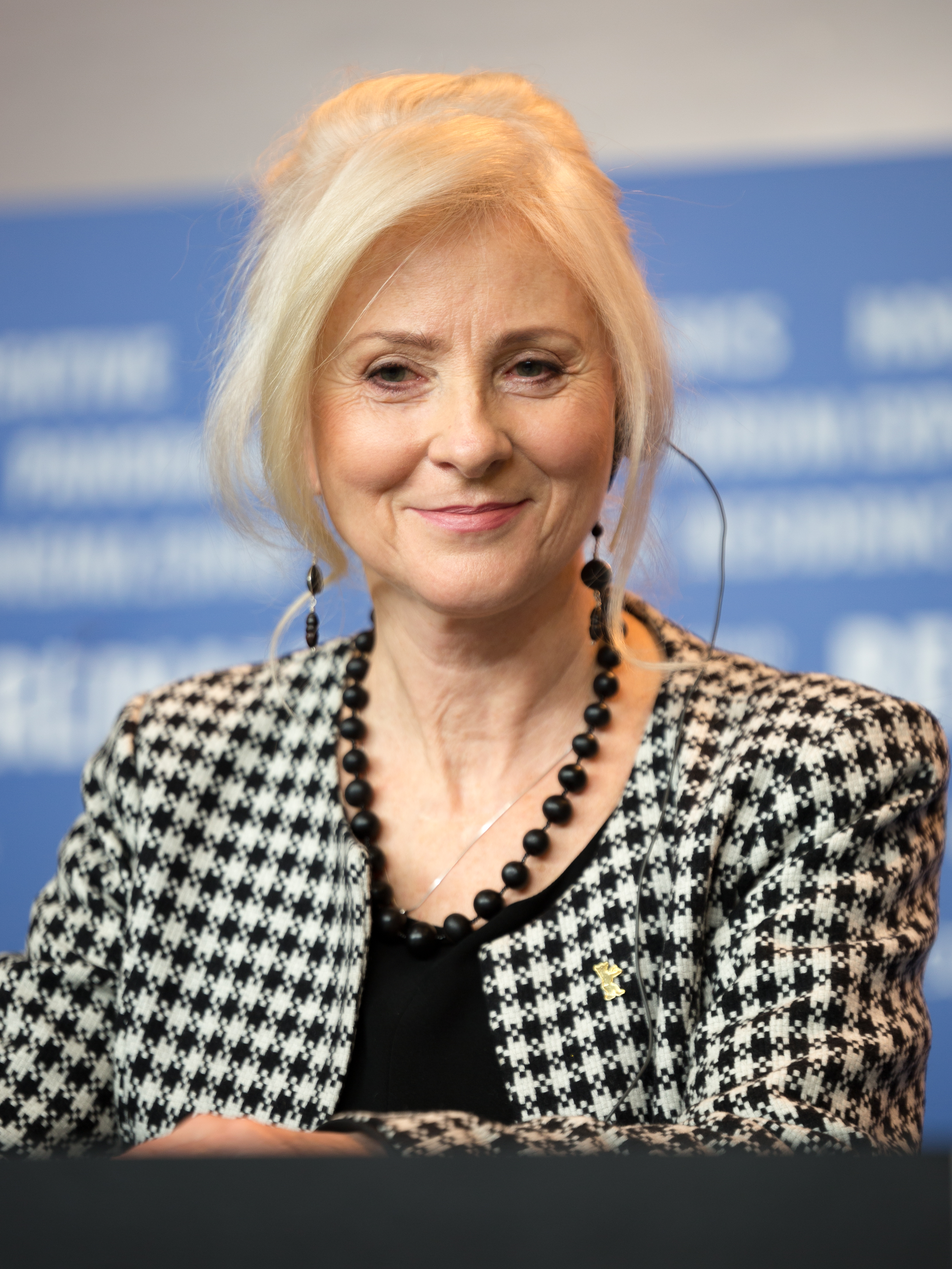
Agnieszka Mandat auf der Berlinale

In Deutschland ist der Film FSK 12. In der Freigabebegründung heißt es: „Der Film konzentriert sich auf seine exzentrische Protagonistin und das patriarchale wie mafiöse ländliche Milieu. Gut und Böse sind dabei klar unterschieden. Zwar können einzelne Darstellungen des Tötens von Mensch und Tier sowie von sexuellem Missbrauch Kinder unter 12 Jahren überfordern, doch da die Inszenierung stets zurückhaltend ist, sind bereits 12-Jährige in der Lage, diese Szenen in den Kontext einzuordnen. Ihnen bieten die parabelhafte Erzählweise und die klare moralische Positionierung der Erzählung genug Möglichkeiten zur Distanzierung.“

### Kritiken
Der Film konnte 74 Prozent der bei Rotten Tomatoes aufgeführten Kritiker überzeugen.
Anke Westphal schreibt in der Berliner Zeitung: „An Agnieszka Mandats Spiel kann man sich einfach nicht satt sehen.“
In einer Filmkritik der dpa hieß es lobend, dass der Film, gemischt als „Spannender Öko-Thriller, berührendes feministisches Drama und schräge Gesellschaftssatire mit pechschwarzem Humor“, „handwerklich so gut gemacht und dramaturgisch so fein gesponnen“ sei, „dass aus dem Ganzen am Ende ein Film wie aus einem Guss geworden“ sei.
Der Film-Dienst war nicht völlig zufrieden, vergab zwei von fünf möglichen Sternen und beurteilte das Werk als insgesamt „unentschlossene Mischung aus Heimatfilm, Dorfkrimi, Öko-Thriller und zeitdiagnostischem Gesellschaftsporträt, die auch durch ihre exzentrische Hauptfigur irritiert.“

### Auszeichnungen (Auswahl)

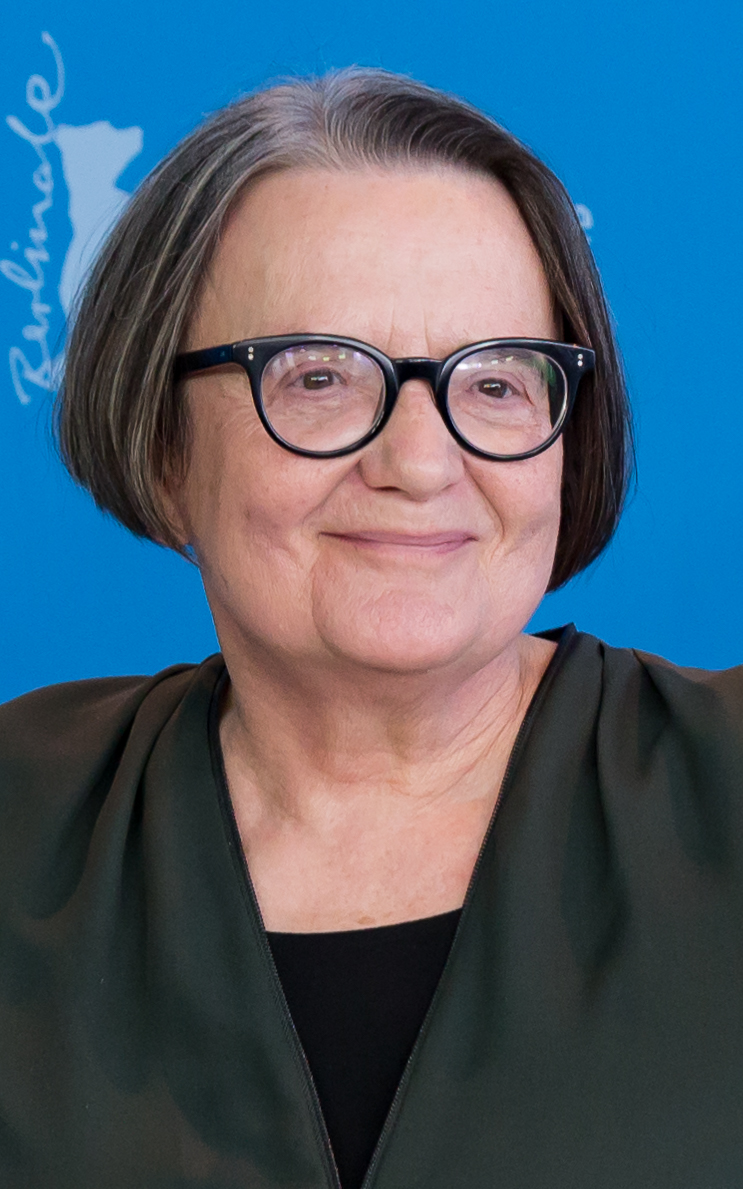
Agnieszka Holland auf der Berlinale

Im September 2017 wurde bekannt, dass Die Spur von Polen als Nominierungskandidat in der Kategorie Bester fremdsprachiger Film für die Oscarverleihung 2018 eingereicht wurde. Der Film schaffte es zudem auf die Auswahlliste für den Europäischen Filmpreis 2017.
Internationale Filmfestspiele Berlin 2017
- Nominierung als Bester Film für den Goldenen Bären (Agnieszka Holland)

- Auszeichnung mit dem Silbernen Bären (Alfred-Bauer-Preis) (Kasia Adamik und Agnieszka Holland)

Europäischer Filmpreis 2017
- Auszeichnung für das Beste Kostümbild (Katarzyna Lewińska)[18]

National Society of Film Critics Awards 2018
- Special citation for a film awaiting U.S. distribution (Agnieszka Holland)[19]

Polnisches Filmfestival Gdynia 2017
- Nominierung als Bester Film für den Goldenen Löwen (Kasia Adamik und Agnieszka Holland)
- Auszeichnung für die Beste Regie (Kasia Adamik und Agnieszka Holland)
- Auszeichnung für das Beste Make-Up (Janusz Kaleja)[20]